# Lamotrigina
A lamotrigina (nomes comerciais: Lamictal, Neural, entre outros) é um antiepiléptico e estabilizador de humor usado na epilepsia e no transtorno bipolar.

## Indicações
A Lamotrigina é utilizada para:
- Tratamento da epilepsia em adultos e crianças com mais de 2 anos em crises parciais ou generalizadas incluindo as crises tónico-clónicas ou crises associadas à síndrome de Lennox-Gastaut. Quase nunca é usada sozinha, mas é a mais usada em associação com outros anti-epilépticos de primeira linha como valproato e carbamazepina. É uma das mais seguras durante a gravidez (risco C), associada apenas a má formações no paladar.[2] Como convulsões são muito perigosas na gravidez, podem causar aborto, é um dos anticonvulsivantes mais usados nesse período.
- Tratamento do transtorno bipolar (doença caracterizada por alterações de humor extremas, com períodos de mania, excitação ou euforia, alternando com períodos de depressão (tristeza profunda ou desespero) em adultos a partir dos 18 anos de idade. A Lamotrigina serve para prevenir os períodos de depressão que ocorrem na doença bipolar e para estabilizar o humor.
- Também pode ser usada tratar dores neurogênicas, quando anticonvulsivantes mais indicados como pregabalina tenham efeitos colaterais intoleráveis.[3]

## Farmacocinética
É uma substância controlada vendida apenas com receita médica e sob a forma de comprimidos nas doses: 25 mg, 50 mg e 100 mg. Sozinho pode ser tomado um comprimido de 25mg por dia durante duas semanas e depois um comprimido a cada 12h nas próximas duas semanas. Se necessário pode-se aumentar a dose para 3 ou 4 comprimidos por dia.
Possui meia-vida média de 13,5h, volume de distribuição de 1,36/kg e na depuração de 1,27 m1/min/kg. Possui cinética linear, tipo 1. No fígado a lamotrigina é inativada através da glicuronidação.

## Farmacodinâmica

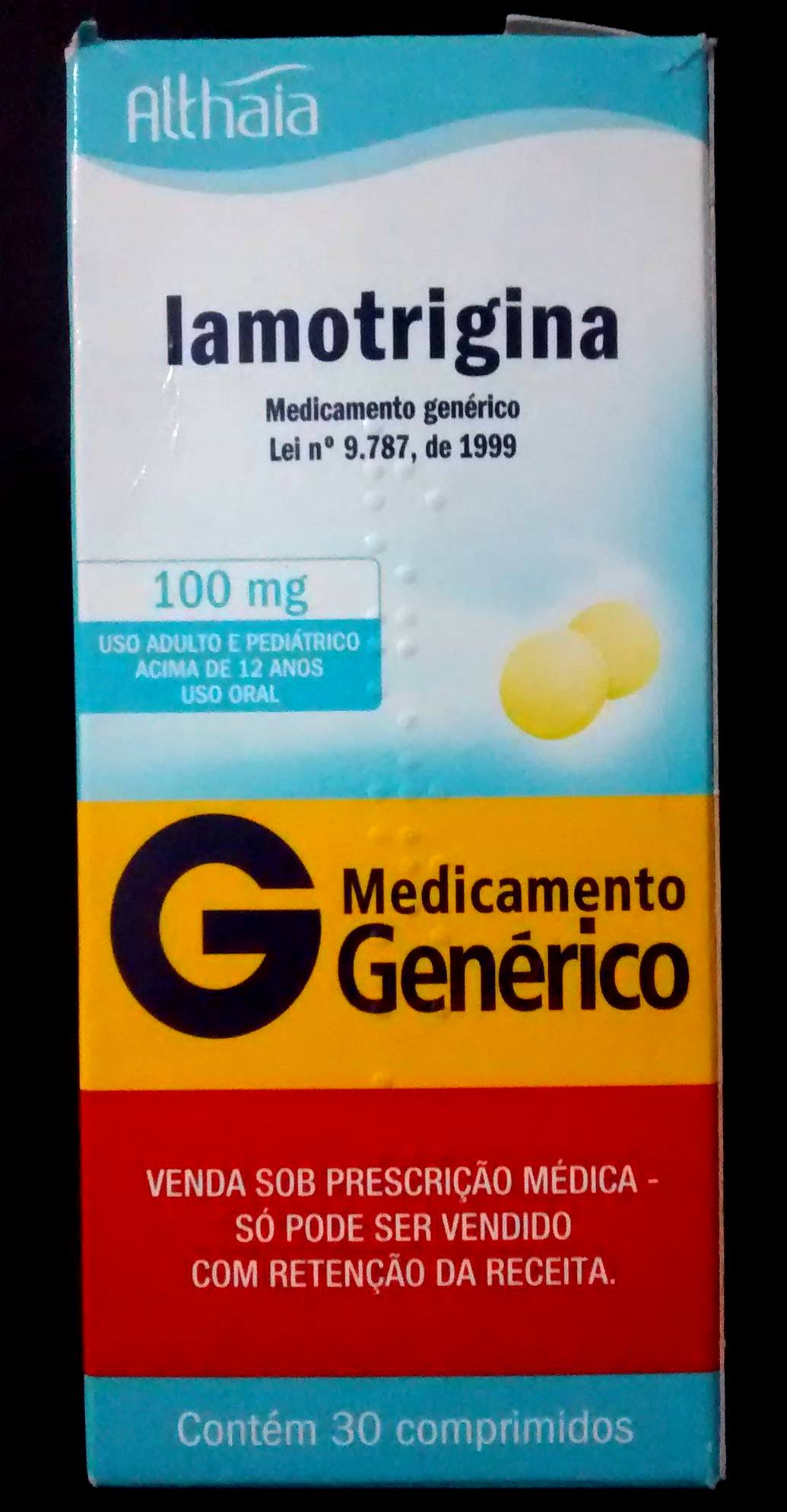
Uma caixa do medicamento lamotrigina de 100mg, com 30 comprimidos.

Sua estrutura química é diferente dos outros anticonvulsivantes, pois se trata de uma feniltriazina, e assim possui relativamente menos efeitos colaterais e não requer monitorização sanguínea quando usada em monoterapia. Atua principalmente como bloqueador dos canais de sódio e bloqueador dos canais de cálcio do tipo L, N e P. Possui fraco efeito sobre 5HT-3 (receptor serotoninérgico).

## Efeitos colaterais
Alguns  efeitos colaterais incluem:
- Dores de cabeça
- Visão dupla ou visão turva
- erupção cutânea
- Sonolência, insónia
- Tonturas
- boca seca
- cansaço
- artralgia (dores nas articulações)
- irritabilidade, agressividade
- nistagmo (oscilação rítmica e involuntária dos olhos)

Sintomas mais graves como fadiga, perda de consciência, dores musculares, olhos e pele amarelados, dor muscular, urina escura, sinais de infecção ou reação alérgica devem ser comunicados ao médico imediatamente.
Movimentos anormais associados a lamotrigina foram raramente reportados na literatura. Estes incluem: tiques, acatisias, discinesias, mioclonias, parkinsonismo, distonia, sindromes cerebelares, e gagueira.

## Contra-indicação
Aumenta o efeito de depressores do sistema nervoso central como o álcool e anti-histamínicos. Talvez cause declínio cognitivo ao bebê quando tomado na gravidez (categoria C: possível risco). Como convulsões são piores para a grávida e para o feto é recomendado continuar tomando em casos de epilepsia. Também não é recomendado na lactância.